# Mergozzo
Mergozzo is een gemeente in de Italiaanse provincie Verbano-Cusio-Ossola (regio Piëmont) en telt 2097 inwoners (31-12-2004). De oppervlakte bedraagt 27,4 km², de bevolkingsdichtheid is 77 inwoners per km².
De volgende frazioni maken deel uit van de gemeente: Albo, Bracchio, Candoglia, Montorfano, Nibbio.

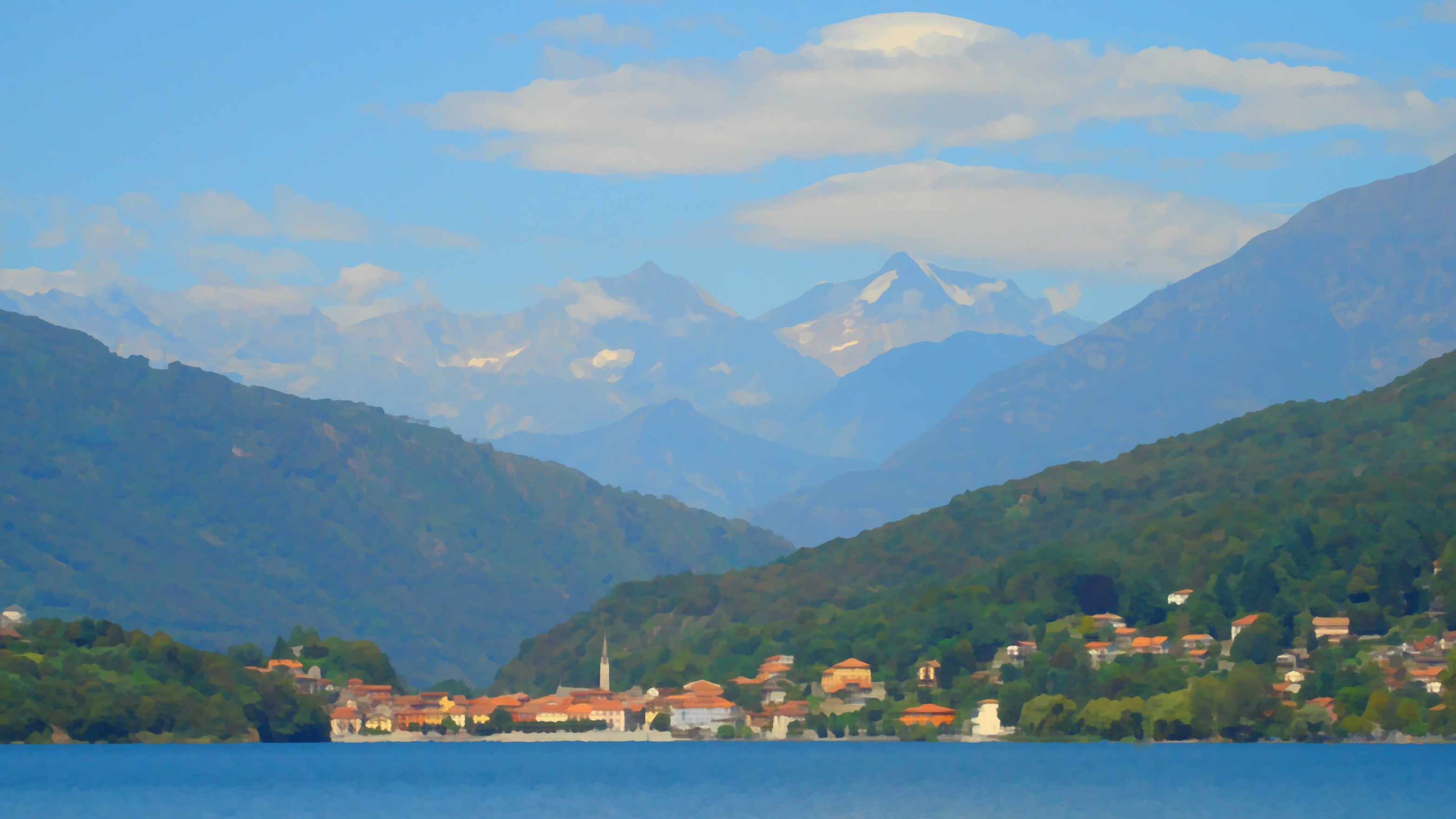

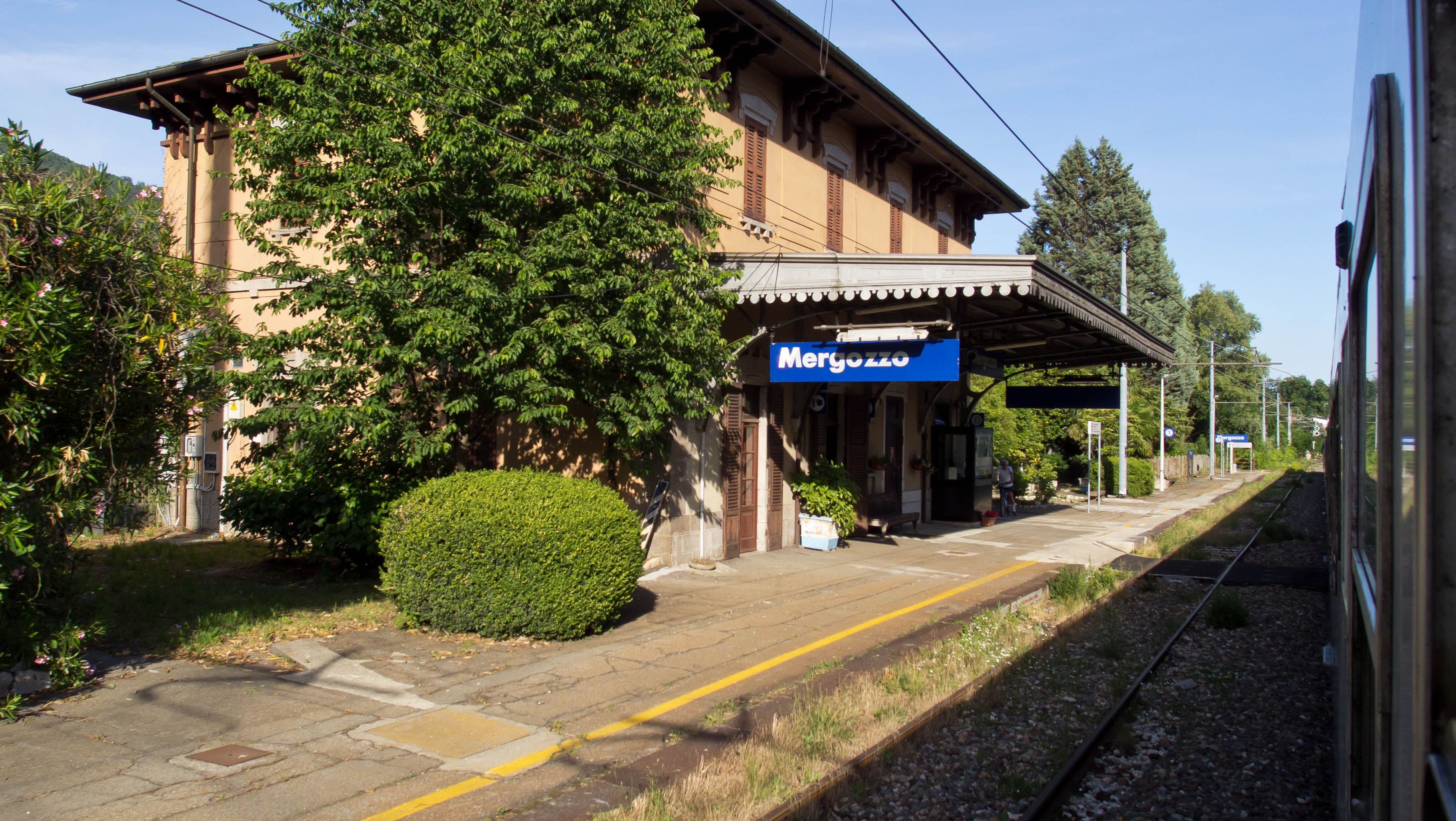
Station Mergozzo

## Demografie
Mergozzo telt ongeveer 917 huishoudens. Het aantal inwoners steeg in de periode 1991-2001 met 2,4% volgens cijfers uit de tienjaarlijkse volkstellingen van ISTAT.
| Jaar | Inwoneraantal |
| ---- | ------------- |
| 1991 | 1990          |
| 2001 | 2038          |

## Geografie
De gemeente ligt op ongeveer 196 m boven zeeniveau. Ze ligt in het Val d'Ossola aan de noordwestelijke oever van het meer van Mergozzo.
Mergozzo grenst aan de volgende gemeenten: Gravellona Toce, Ornavasso, Premosello-Chiovenda, San Bernardino Verbano, Verbania.

## Verkeer
Mergozzo is een halteplaats op de spoorlijn Domodossola–Milaan, die Milaan verbindt met de Simplonlinie.